# Алоэталер
Алоэталер (нем. Aloëtaler) — название медалей (ряд авторов называет их монетами) XVIII столетия с изображённым алоэ в цвету.
Так, в 1701 году при герцогах Брауншвейг-Вольфенбюттеля Антоне Ульрихе и Рудольфе Августе впервые расцвело ранее завезённое в Германию алоэ. В память об этом событии и была отчеканена медаль с изображением растения в цвету и соответствующей надписью. Традиция изготовления медали в честь цветения алоэ была продолжена и при их преемнике Августе Вильгельме.
Данный памятный знак является ярким примером развития монетного дела и медальерного искусства в Германии XVIII столетия, когда даже, казалось бы, незначительное событие находило отображение на монетах и/или медалях.